# Poststation An der Bundesstraße 9
Die Poststation An der Bundesstraße Hausnummer 9 in der niedersächsischen Gemeinde Hagen im Bremischen, Ortsteil Dorfhagen, im Landkreis Cuxhaven, an der früheren Bundesstraße 6, stammt aus der ersten Hälfte des 19. Jahrhunderts.
Aktuell (2024) wird es als Wohnhaus genutzt.
Das Gebäude steht unter Denkmalschutz (siehe auch Liste der Baudenkmale in Hagen im Bremischen).

## Geschichte
Das eingeschossige verklinkerte Gebäude mit ziegelgedecktem Satteldach, mit symmetrischen Fassaden, segmentbogigen Öffnungen und zurückliegendem Eingang, wurde 1829 gebaut als Poststation und Wegehaus, in dem das Wegegeld zur Benutzung der 1817 angelegten Bremer Chaussee bezahlt werden musste. Es wurde später verkauft und zu einem Wohnhaus umgebaut, das aktuell (2024) leersteht.
Das Landesdenkmalamt befand u. a.: „… Das Wegehaus an der ehemaligen Bremer Chaussee … wurde 1829 zur Erhebung von Wegezoll erbaut.“